# De Havilland Canada DHC-5 Buffalo
de Havilland Canada DHC-5 Buffalo — канадский турбовинтовой самолёт короткого взлёта и посадки. Является дальнейшим развитием модели DHC-4 Caribou. Серийный выпуск продолжался (с перерывами) с 1965 по 1974, выпущено 122 самолёта. В первую очередь, применялся как военно-транспортный самолёт.

## Разработка и производство
В 1962 г. руководство армейской авиации США выпустило требования к самолёту короткого взлёта и посадки с грузоподъёмностью, аналогичной таковой у вертолёта CH-47A Chinook. Предприятие de Havilland Canada выступило с проектом самолёта, являвшегося глубоким развитием предыдущей модели DHC-4 Caribou, которая уже производилась серийно. Поршневые двигатели самолёта были заменены на более мощные турбовинтовые General Electric T64. Практически вдвое возросла грузоподъёмность самолёта. Первый полёт прототипа был выполнен 9 апреля 1964.

## Эксплуатация

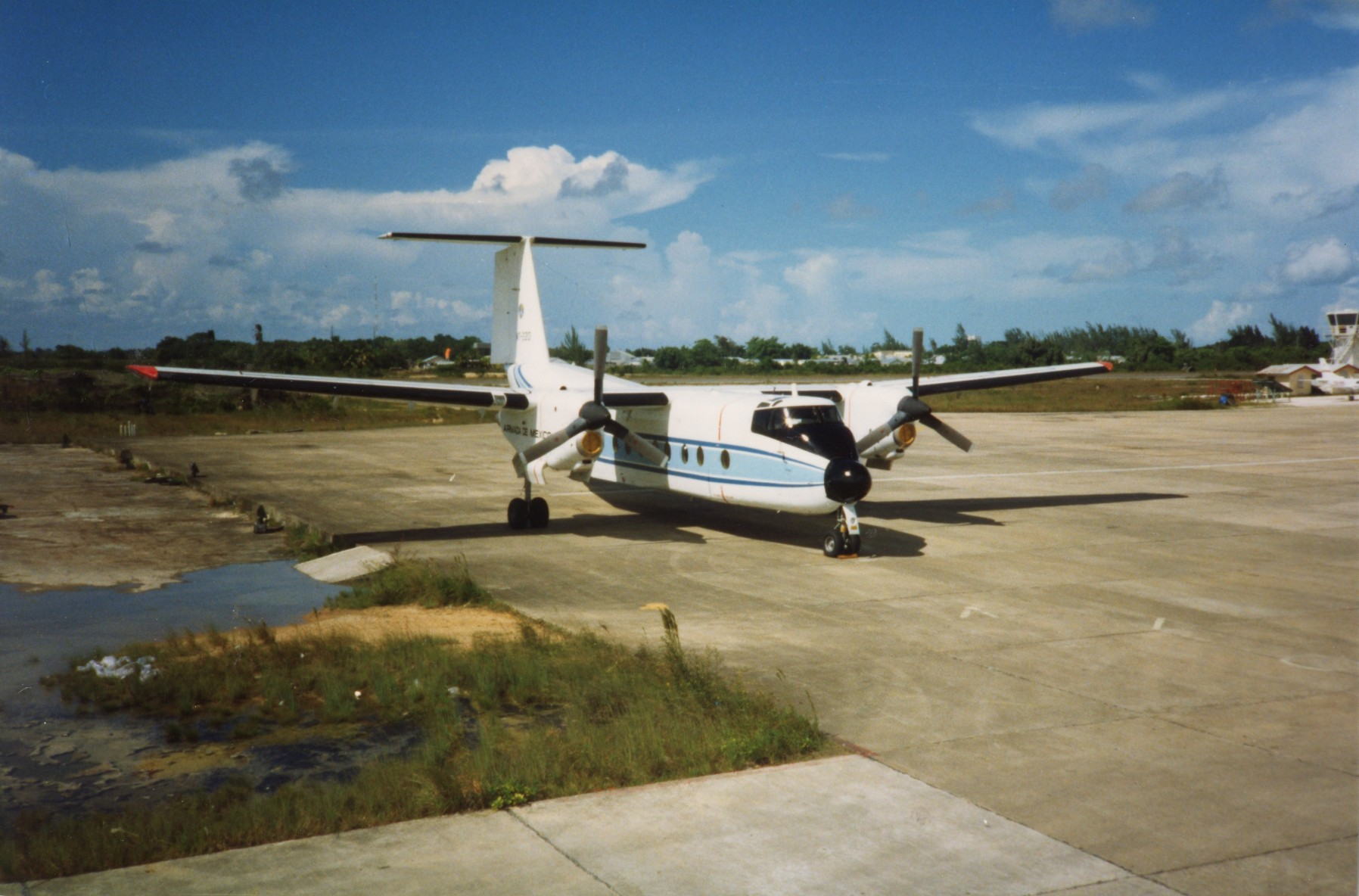
DHC-5D военно-морских сил Мексики

Самолёт эксплуатировался военными ведомствами следующих стран: ОАЭ, Египет, Бразилия, Замбия, Камерун, Канада, Кения, Мавритания, Мексика, Оман, Перу, Судан, США и др. Также применялся в миссиях ООН на Ближнем Востоке (до 1979).

## Лётно-технические характеристики
Экипаж: 3
Вместимость (в военном варианте) — до 41 солдата.
Длина: 24,08 м
Размах крыльев: 29,26 м
Высота: 8,73 м
Вес пустого: 11412 кг
Максимальный взлётный вес: 22316 кг
Силовая установка: 2 × ТВД General Electric CT64-820-4 мощностью 3133 л.с. каждый
Максимальная скорость: 467 км/ч на высоте 3000 м
Скорость сваливания: 124 км/ч
Дальность с максимальной коммерческой нагрузкой: 1112 км
Практический потолок: 9450 м

## Аварии и катастрофы
По состоянию на 10 июля 2020 года был потерян 31 самолёт De Havilland Canada DHC-5 Buffalo. При этом погибли 312 человек.  
| Дата       | Бортовой номер | Место              | Жертвы   | Краткое описание |
| ---------- | -------------- | ------------------ | -------- | --- |
| 23.02.1973 | 2372           | Манаус             | 3/н.д.   | Разбился при посадке |
| 28.02.1973 | н.д.           | 16 км от Сан-Рамон | 12/12    | Разбился в горах. |
| 09.08.1974 | 115461         | Димас              | 9/9      | Сбит. Борт ООН. |
| 18.09.1974 | 2366           | Понта-Поран        | 20/21    | Разбился в сложных метеоусловиях. |
| 18.10.1974 | 2356           | Рио-де-Жанейро     | 2/н.д.   | Разбился. |
| 16.03.1978 | 2358           | Риу-Бранку         | 0/н.д.   | Совершил аварийную посадку после столкновения с грузовиком при взлёте. |
| 27.05.1979 | 5T-MAX         | около Дакара       | 12/12    | Попал в песчаную бурю и разбился. На борту находился Ахмед ульд Бусейф. |
| 22.12.1979 | FAP-348        | Укаяли             | 29/29    | Разбился в джунглях. |
| 17.09.1980 | 9T-CBC         | Кинду              | 33/33    | Врезался в холм вскоре после взлёта. |
| 1981       | 920            | Пунта-Аренас       | н.д/н.д. | Разбился при посадке. |
| 26.10.1983 | TJX-BS         | н.д.               | н.д/н.д. | Обстоятельства неизвестны. |
| 04.09.1984 | C-GCTC         | Фарнборо           | 0/3      | На авиасалоне Фарнборо-1984 самолёт рухнул на взлётно-посадочную полосу. Экипаж не пострадал. |
| 04.02.1985 | 2373           | н.д.               | н.д/н.д. | Обстоятельства неизвестны. |
| 14.03.1985 | 833            | Акобо              | 4/4      | Разбился. |
| 04.04.1986 | 800            | Бор                | 14/14    | Разбился. |
| 27.11.1986 | 2355           | Рио-де-Жанейро     | н.д/н.д. | Разбился. |
| 08.11.1988 | ET-AHI         | Гондэр             | 1/н.д.   | Выкатился за пределы ВПП и загорелся. |
| 21.06.1989 | FAP-329        | Тарма              | 59/59    | Врезался в гору. |
| 17.02.1990 | AF-316         | Лусака             | 29/29    | Разбился при посадке. |
| 17.07.1990 | HC-BFH         | Калгари            | 0/2      | Загорелся после жёсткой посадки. |
| 12.11.1990 | 2350           | Рио-де-Жанейро     | 9/10     | Разбился сразу после взлёта. |
| 16.04.1992 | 214            | Найроби            | 6+46/46  | Во время взлёта отказал двигатель. Упал на дома при возврате в аэропорт. |
| 27.04.1993 | AF-319         | Либревиль          | 30/30    | На борту находилась большая часть сборной Замбии по футболу, направлявшейся на квалификационный матч чемпионата мира-1994 против сборной Сенегала. Разбился вскоре после взлёта из-за отказа двигателя и ошибки пилота, выключившего затем исправный двигатель. |
| 20.09.1993 | 9T-CBB         | Киншаса            | н.д/н.д. | Обстоятельства неизвестны. |
| 21.05.1994 | JW9024         | Букоба             | 2/н.д.   | При заходе на посадку столкнулся с деревом и разбился. |
| 15.05.1995 | 2361           | Манаус             | н.д/н.д. | Выкатился за пределы ВПП. |
| 17.07.1996 | JW9022         | Найроби            | 5/н.д.   | Разбился при взлёте из Найроби, где был отремонтирован после аварии. |
| 01.05.1999 | 207            | Мандера            | 1+0/н.д. | Прерванный взлёт. Врезался в дом. |
| 25.07.2002 | н.д.           | Мугумо             | 0/7      | Авария после отказа двигателя. |
| 20.12.2006 | 5Y-SRK         | Найроби            | 0/3      | Борт Красного креста. Разбился при взлёте из-за отказа двигателя. |
| 28.05.2009 | AEE-501        | Кеведо             | 0/8      | Посадка с невыпущенным шасси. |